# Loi Magnuson-Stevens sur la gestion et la conservation des ressources halieutiques
Lire en ligne

http://www.nmfs.noaa.gov/msa2005/docs/MSA_amended_msa%20_20070112_FINAL.pdf

La Loi Magnuson-Stevens sur la gestion et la conservation des ressources halieutiques (Magnuson–Stevens Fishery Conservation and Management Act, MFCMA) de 1976 est la première loi fédérale américaine concernant la surpêche. Elle est nommée d'après l'inamovible sénateur démocrate Warren Magnuson (en), qui représenta l'État de Washington au Sénat de 1944 à 1981, et Ted Stevens, sénateur républicain de l'Alaska qui battit le record républicain en demeurant sénateur de 1968 à 2009.
Cette loi a depuis été modifiée de nombreuses fois, récemment de façon importante par le Sustainable Fisheries Act of 1996 (Loi de 1996 sur la pêche durable) puis par le Magnuson-Stevens Fishery Conservation and Management Reauthorization Act of 2006 (Loi de ré-autorisation de la loi Magnuson-Stevens).

## Dispositions
La loi instaure des Conseils régionaux de gestion des ressources halieutiques, dont les membres sont nommés par le secrétaire au Commerce sur proposition du National Marine Fisheries Service. Les conseils régionaux sont chargés de fixer les quotas de pêche et autres normes visant à encadrer la pêche.

## Effets
N'ayant guère réussi à endiguer la surpêche durant les deux premières décennies, la loi fut réformée en 1996 puis, de nouveau, en 2006. De plus, en 2007, une loi de réattribution des crédits, signée par le président George W. Bush, ajouta une obligation de mettre fin à la surpêche avant la fin de la saison 2010. Ces réformes auraient eu un impact réel, notamment en Nouvelle-Angleterre qui est l'une des régions dotées des ressources halieutiques les plus importantes des États-Unis.